# Železniška postaja Divača
Železniška postaja Divača je ena večjih železniških postaj v Sloveniji, ki oskrbuje bližnje naselje Divača.

## Zgodovina
Na področju železniške postaje se je leta 1984 zgodila najhujša železniška nesreča v Sloveniji.

## Spremembe

### Deviacija že obstoječe proge
Trasa drugega tira Železniške proge Divača–Koper bo v bližini Divače presekala traso sedanje železniške proge Divača-Koper, zato je bilo potrebno že obstoječo progo prestaviti. Deviacija oz. prestavitev je bila izvedena avgusta 2023, z zgraditvijo 900 metrov nove proge, vključno s tiri in kretnicami, vodi za električno vleko in signalno varnostnimi ter komunikacijskimi napravami.